# EF-488
EF-488 é uma ferrovia brasileira no estado de Santa Catarina, com 164 quilômetros de extensão.
Pertencia à Superintendência Regional 9, sediada em Tubarão nos tempos da RFFSA, sendo hoje administrado pela Ferrovia Tereza Cristina, e transporta carvão e cerâmica.
Esta via foi projetada para o transporte de carvão mineral entre a então localidade de Minas (hoje Lauro Müller) e o porto de Imbituba. É o menor corredor ferroviário brasileiro. Sua linha é isolada, não sendo interligada ao restante da malha nacional, com apenas 164 quilômetros de extensão. Serve para abastecimento da Usina Termelétrica Jorge Lacerda na época da Eletrosul passando depois para a Tractebel Energia. Foi nomeada em homenagem à última imperatriz do Brasil D. Tereza Cristina de Bourbon-Duas Sicílias, esposa de Dom Pedro II.

## Cidades servidas
Após as cheias de 1974, quando a linha férrea foi bastante danificada, a RFFSA resolveu abandonar o primeiro trecho da linha férrea, entre Tubarão e Lauro Müller, passando por Pedras Grandes e Orleans (EF-489). Vários ramais foram desativados nos anos 1970, como o que ligava ao porto de Laguna. A Ferrovia Tereza Cristina, atual concessionária, mantém suas operações nas cidades:
- Tubarão
- Criciúma
- Laguna
- Imbituba
- Urussanga
- Içara
- Jaguaruna
- Capivari de Baixo
- Morro da Fumaça
- Sangão
- Treviso
- Cocal do Sul
- Forquilhinha